# Haarlemse Honkbalweek 2006

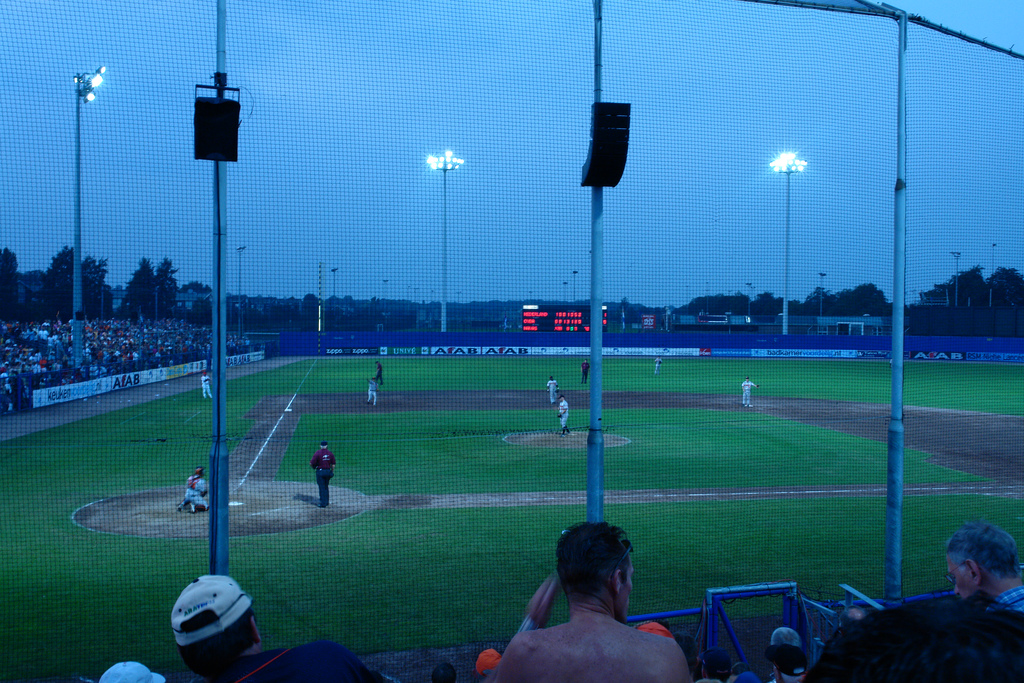
Haarlemse Honkbalweek 2006

De Haarlemse Honkbalweek 2006 was een honkbaltoernooi gehouden in het Pim Mulier stadion in Haarlem van vrijdag 21 juli tot en met zondag 30 juli 2006.
De deelnemende landen waren Nederland (titelverdediger), China, Taiwan, Cuba, Japan en de Verenigde Staten.
Elk land moest één keer tegen elk ander land spelen in de poule. De nummers één en twee speelden de finale.

## Wedstrijdprogramma
| 21 juli | Taiwan           | Verenigde Staten | 4-1   |
| 22 juli | Verenigde Staten | Japan            | 4-3   |
| 22 juli | Nederland        | China            | 11-2  |
| 23 juli | Taiwan           | Nederland        | 1-4   |
| 23 juli | China            | Cuba             | 0-6   |
| 24 juli | Cuba             | Japan            | 4-0   |
| 25 juli | Taiwan           | Cuba             | 1-2   |
| 25 juli | China            | Verenigde Staten | 5-7   |
| 26 juli | China            | Taiwan           | 1-0   |
| 26 juli | Nederland        | Japan            | 6-5   |
| 27 juli | Verenigde Staten | Cuba             | 1-9   |
| 28 juli | Japan            | China            | 10-0  |
| 28 juli | Cuba             | Nederland        | 11-10 |
| 29 juli | Japan            | Taiwan           | 5-1   |
| 29 juli | Nederland        | Verenigde Staten | 15-3  |

## Stand in de poule
| 1. | Nederland        |
| 2. | Cuba             |
| 3. | Verenigde Staten |
| 4. | Japan            |
| 5. | China            |
| 6. | Taiwan           |

## Finale

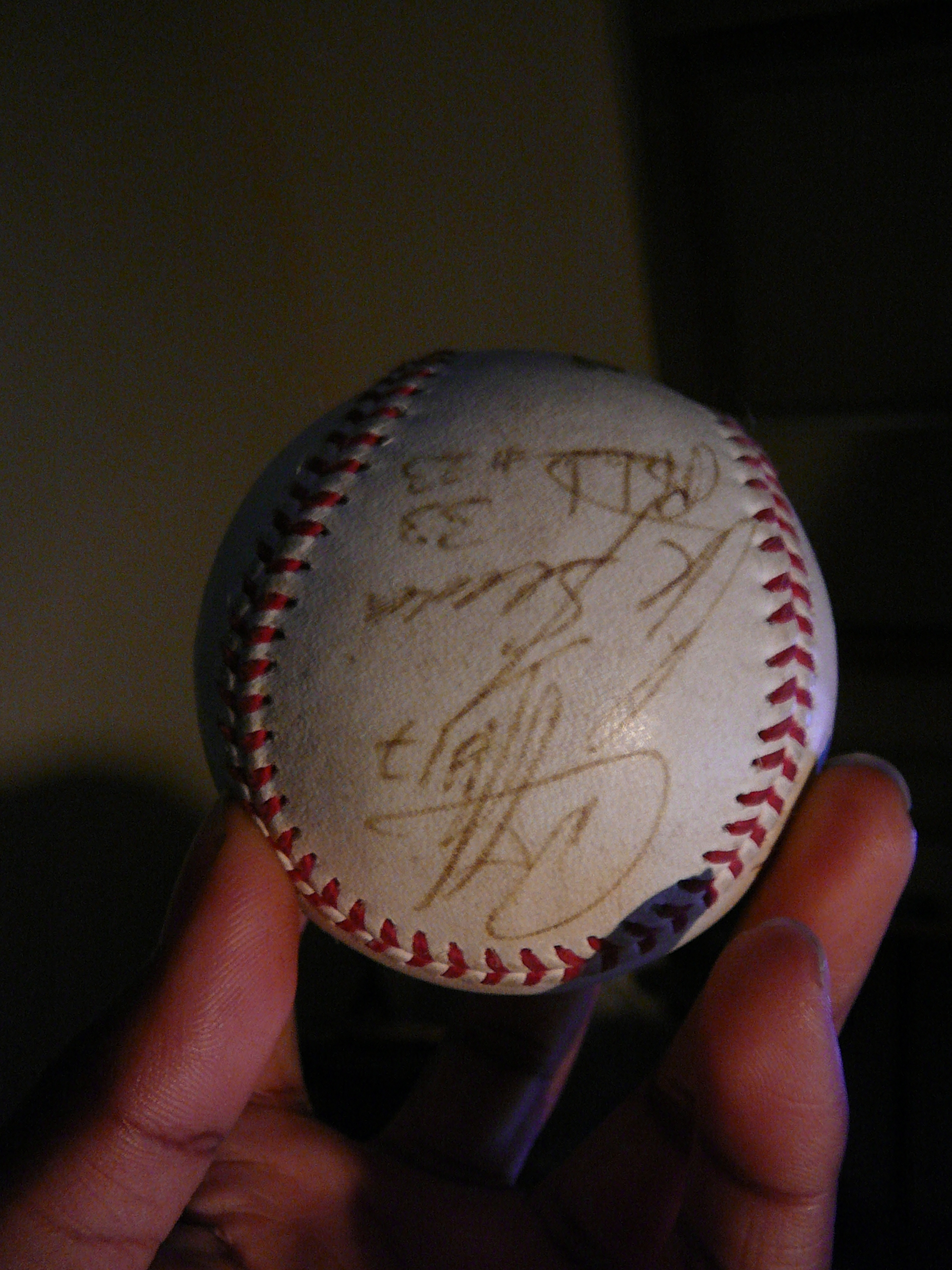
Officiële bal van het Haarlemse Honkbal toernooi 2006

| 30 juli | Nederland | Cuba | 9-6 |

| Kampioen: NEDERLAND (2de titel) |

## Persoonlijke prijzen
- Beste slagman: Dirk van 't Klooster (Nederland)
- Beste pitcher: Dave Draijer (Nederland)
- Homerun King: Bryan Engelhardt (Nederland)
- Meest waardevolle speler: Bryan Engelhardt (Nederland)
- Meest populaire speler: Dirk van 't Klooster (Nederland)
- Beste verdedigende speler: Dirk van 't Klooster (Nederland)

1e in 1961 · 2e in 1963 · 3e in 1966 · 4e in 1968 · 5e in 1969 · 6e in 1971 · 7e in 1972 · 8e in 1974 · 9e in 1976 · 10e in 1978 · 11e in 1980 · 12e in 1982 · 13e in 1984 · 14e in 1988 · 15e in 1990 · 16e in 1992 · 17e in 1994 · 18e in 1996 · 19e in 1998 · 20e in 2000 · 21e in 2002 · 22e in 2004 · 23e in 2006 · 24e in 2008 · 25e in 2010 · 26e in 2012 · 27e in 2014 · 28e in 2016 · 29e in 2018